# Église Saint-Martin de Chalvignac
Pour les articles homonymes, voir église Saint-Martin.
L'église Saint-Martin est une église située en France sur la commune de Chalvignac (Cantal), en région Auvergne-Rhône-Alpes.

## Historique
L’église romane, datant du XVe siècle, était à l’origine constituée d’une seule nef avec un chœur en cul-de-four. Au XVe siècle, deux petites chapelles furent ajoutées, formant une sorte de transept. Plus tard, cette disposition fut reproduite en doublure.

### Protection
L'église est inscrite au titre des monuments historiques par arrêté du 17 septembre 1969.

## Description
Le porche occidental est souligné par un bandeau décoratif. La fenêtre centrale de l’abside est surmontée d’un linteau monolithe en forme d’arc.
Trois objets sont répertoriés dans la base Palissy : une paire de chandeliers, un reliquaire et une cloche.